# خاویر مخیاس
خاویر مخیاس (اسپانیایی: Javier Mejías‎؛ زادهٔ ۳۰ سپتامبر ۱۹۸۳) دوچرخه‌سوار اهل اسپانیا است.
از باشگاه‌هایی که در آن رکاب زده‌است می‌توان به تیم دوچرخه‌سواری نووو نوردیسک، سونیر دوال-پرودیر، و سونیر دوال-پرودیر، اشاره کرد.